# کوه داد
کوه داد (به انگلیسی: Mount Dade) یک کوه در ایالات متحده آمریکا است که در شهرستان اینیو، کالیفرنیا واقع شده‌است.